# Muškovina
Muškovina (izvirno srbsko Мушковина) je naselje v Srbiji, ki upravno spada pod Občino Prijepolje; slednja pa je del Zlatiborskega upravnega okraja.

## Demografija
V naselju živi 32 polnoletnih prebivalcev, pri čemer je njihova povprečna starost 56,1 let (54,8 pri moških in 57,6 pri ženskah). Naselje ima 15 gospodinjstev, pri čemer je povprečno število članov na gospodinjstvo 2,27.
To naselje je popolnoma srbsko (glede na rezultate popisa iz leta 2002), a v času zadnjih treh popisov je opazno zmanjšanje števila prebivalcev.
|  |

| Demografija | Demografija     | Demografija     |
| Leto        | Št. prebivalcev | Št. prebivalcev |
| ----------- | --------------- | --------------- |
|             |                 |                 |
|             |                 |                 |
|             |                 |                 |
|             |                 |                 |
| 1948        | 135             |                 |
| 1953        | 145             |                 |
| 1961        | 159             |                 |
| 1971        | 125             |                 |
| 1981        | 93              |                 |
| 1991        | 50              | 50              |
| 2002        | 35              | 34              |
|             |                 |                 |

| Etnična sestava po popisu iz leta 2002 | Etnična sestava po popisu iz leta 2002 | Etnična sestava po popisu iz leta 2002 | Etnična sestava po popisu iz leta 2002 | Etnična sestava po popisu iz leta 2002 |
| -------------------------------------- | -------------------------------------- | -------------------------------------- | -------------------------------------- | -------------------------------------- |
| Srbi                                   | Srbi                                   |                                        | 34                                     | 100,0%                                 |
| Neznano                                | Neznano                                |                                        | 0                                      | 0,0%                                   |